# Plaža
Plaža je položna površina ob rečnih, jezerskih ali morskih bregovih pokrita s peskom ali prodom. Plaža je najprimernejši kraj za kopanje, zaradi peščene ali prodnate površine, ki se polagoma spušča v globino morja, jezera ali reke.
Rečne plaže nastajajo na izbokli strani rečnega korita, vstran od rečnega stržena. Zato tam voda odlaga prod na večji površini. Morske in jezerske plaže ležijo na abrazijskih terasah, ki  so nastale po mehaničnem delovanju morskih in jezerskih valov, na njih pa se nabira pesek ali prod. Širina in dolžina plaž je odvisna od geološke zgradbe, tektonike in oblike obrežja.